# Un goût de nouveauté
Pour plus de détails, voir Fiche technique et Distribution.
Un goût de nouveauté (Something New), est un film américain réalisé par Sanaa Hamri et produit par Stephanie Allain (en) en 2006. C'est le premier long métrage de la réalisatrice et le premier réalisé à Hollywood par une femme d'origine marocaine.

## Distribution
- Sanaa Lathan (VF : Maïk Darah ; VQ : Valérie Gagné) : Kenya Denise McQueen
- Simon Baker (VQ : Daniel Picard) : Brian Kelly
- Golden Brooks (en) (VQ : Violette Chauveau) : Suzette
- Mike Epps (VQ : Sylvain Hétu) : Walter
- Donald Faison (VQ : Patrice Dubois) : Nelson McQueen
- Taraji P. Henson (VQ : Camille Cyr-Desmarais) : Nedra
- Katharine Towne : Leah Cahan
- Stanley DeSantis (en) : Jack Pino
- Wendy Raquel Robinson (en) (VQ : Anne Dorval) : Cheryl
- Marcus Brown : Rashid Mohammed
- Russell Hornsby : Dr Brockton
- Lee Garlington : Mme Cahan
- Tonita Castro : Maria
- Matt Malloy (VQ : Luis de Cespedes) : Edwin
- David Monahan (en) : Bill Lebree
- Gabriel Tigerman : Darren
- Tanisha Harper (en) : Stacy
- Alfre Woodard (VF : Françoise Vallon ; VQ : Claudine Chatel) : Joyce McQueen
- Earl Billings (en) (VQ : André Montmorency) : Edmond McQueen
- Michelle Griffin : Kiki
- Sommore (en) (VQ : Hélène Mondoux) : elle-même
- Eric Ekholm : Paul
- Henry Simmons (en) : Kyle
- Kimberly Barnett : Luna
- Blair Underwood (VQ : Gilbert Lachance) : Mark Harper
- Julie Mond (en) : Penelope
- Rose Rollins : Lauren
- Rick Fitts (en) : Emcee
- Lanre Idewu : Tony
- Felicia Walker : Rhonda

Source et légende : Version québécoise (VQ) sur Doublage Québec.